# Тростенское озеро
Тростенское озеро (Тростниковое, Онуфриевское) — проточное озеро в Рузском городском округе Московской области, третье по площади среди озёр Московского региона.

## Общие сведения
Озеро расположено между высокими моренными холмами Клинско-Дмитровской гряды в центре обширной залесённой и сильно заболоченной котловины ледникового происхождения, и фактически является остатком крупного приледникового водоёма, возникшего после завершения ледниковой эпохи и занимавшего всю котловину.
Современное название озера происходит от диалектного ботанического термина троста (треста, трость), которым местное население обозначало всю совокупность высокостебельных водных и прибрежных растений: тростник, камыш, рогоз, ситник, аир и др.
Длина озера — 3,5 км, ширина — 2,1 км, площадь 5,28 км². Средняя глубина 1,1 м, максимальная — до 3,5 метров. Большая часть береговой линии представляет собой сплавину из отмерших тростников и других растений. Прибрежное болото постепенно увеличивается за счёт зарастания озера. Слой глинистых отложений и органического ила (сапропель) на дне водоёма достигает 9 м.
В северную оконечность озера впадает река Тростня. Кроме неё в озеро впадают ещё три небольших речки (ручья), и несколько осушительных каналов. В 200 метрах к западу от места впадения Тростни из озера вытекает река Озерна.
Ближайший к Тростенскому озеру населённый пункт — село Онуфриево соседнего Истринского района Московской области, расположенное в 1 км к юго-востоку от озера.

## История
Первые человеческие поселения вблизи Тростенского озера возникли ещё в каменном веке, о чём свидетельствуют найденные в его окрестностях неолитические стоянки.
В раннем средневековье по озеру и рекам Озерне и Тростне проходил водный торговый путь. В более поздние времена по озеру и названным рекам осуществлялся сплав леса в Москву.
В середине XVI века озеро было поделено между Саввино-Сторожевским, Онуфриевским монастырями и владениями бывшего казанского хана Ядыгар-Мухаммеда («царя Симеона Касаевича») о чём свидетельствуют записи писцовых книг Звенигородского уезда:

«Под Онофреевским монастырем большое озеро Тростенское, треть того озера царя Семеона Касаевича, а другая треть Онофреева монастыря, а третья треть Сторожевского монастыря. А коли на которой год на царя не ловят рыбы в его трети, и толды давали сторожевской и онофреевской игумены з братьею по рублю денег на год. А нынеча им давати оброку в цареву казну по сороку алтын, а дворецкого пошлин по семи денег, а дьячьих по получетверти денге».

Во время Великой Отечественной войны в декабре 1941 года при проведении Клинско-Солнечногорской наступательной операции в окрестностях озера шли ожесточённые бои Красной Армии с войсками вермахта.
В 1966 году на площади 8640 га был организован государственный природный заказник «Озеро Тростенское и прилегающие водосборы в радиусе 3 км», в который вошли само озеро и примыкающие к нему в указанном радиусе от границы водного зеркала угодья, расположенные как в Рузском, так и в соседнем Истринском районах. Хозяйственная деятельность на территории заказника находилась в ведении Военно-охотничьего общества Московского военного округа. Около озера этим обществом были построены две рыболовные базы: возле села Онуфриево и у деревни Городище. Летом любительская рыбалка осуществлялась с арендуемых на базах лодок (ловля с берега на озере невозможна). Лодочная станция Онуфриевской базы размещалась непосредственно на берегу водоёма, а из Городищенской базы, расположенной на некотором удалении от озера, к водоёму вёл узкий канал. Кроме собственно Тростенского озера эта база обслуживала девять небольших водоёмов, созданных на месте бывших торфоразработок возле посёлка Брикет в 4 км к северо-западу от озера и также управлявшихся вышеупомянутым военно-охотничьим обществом. Вода в эти копани общей площадью 360 га, соединённые между собой протоками, поступает из Озерны, огибающей их с юга. Глубины в бывших карьерах 1,5— м, дно либо торфяное, либо из плотной глины. Большая часть населяющей эти водоёмы рыбы происходит из Тростенского озера. К середине 2006 года и Онуфриевская и Городищенская рыболовные базы были ликвидированы.

## Флора
Тростенское озеро со всех сторон окружено зарослями древесно-кустарниковой растительности (в том числе на заболоченных почвах), преобладающими породами являются ольха серая, берёза пушистая, ива и редкий для Московской области кустарник берёза приземистая. В прошлом состав прибрежных лесов включал и более ценные древесные породы, свидетельством чему являются массовые остатки мощных дубовых стволов на дне озера, однако из-за массовых вырубок и сплава в Москву, продолжавшихся вплоть до середины XIX века, видовой состав был значительно обеднён.
Ближе к воде лесная растительность постепенно переходит в полосу прибрежных тростниковых зарослей, ширина которой составляет 150—200 метров.
Прибрежная растительность представлена зарослями различных видов осок, тростника обыкновенного, камыша озёрного, вахты трёхлистной, сабельника болотного, белокрыльника болотного и участками, покрытыми мхами главным образом из родов сфагнум и гипнум, а также таких редких для Московской области видов как риккардия пальчатая, гаматокаулис глянцевитый и томентипнум блестящий.
Побережье Тростенского озера в настоящее время является единственным в Подмосковье местом произрастания камнеломки болотной, растения, включённого в Красную книгу Московской области.
В самом озере много роголистника, кувшинковых и других водных растений. Встречаются и такие редкие для Московского региона энтомофильные гидрофиты, как пузырчатка малая и пузырчатка промежуточная, также занесённые в областную Красную книгу.

## Фауна
Ихтиофауна озера разнообразна. Здесь обитают щука, налим, речной окунь, плотва, лещ, серебряный и золотой караси, линь, вьюн, язь. Наиболее многочисленны популяции плотвы и карася.
Зимой из-за гниения водной растительности ухудшается кислородный режим озера, иногда приводящий (в глухозимье) к массовому замору рыбы. В начале XXI века рыбные запасы озера значительно сократились вследствие неконтролируемого (зачастую браконьерского) вылова местным населением, распространившегося после закрытия рыболовных баз и ослабления государственного контроля над рыболовством.
На прибрежной территории отмечены случаи гнездования следующих видов птиц: кряква, чирок-трескунок, чирок-свистунок, широконоска, шилохвость, хохлатая чернеть, красноголовая чернеть, лысуха, большая поганка, большая выпь, озёрная чайка, сизая чайка, чёрная крачка, полевой лунь, скопа.